# Ostoros-patak
Ostoros-patak är ett vattendrag i Ungern. Det ligger i den centrala delen av landet, 120 km öster om huvudstaden Budapest.